# Bolboceratops imitator
Bolboceratops imitator är en skalbaggsart som beskrevs av Jan Krikken 1978. Bolboceratops imitator ingår i släktet Bolboceratops och familjen Bolboceratidae. Inga underarter finns listade.